# Campeonato Sudamericano de Voleibol Femenino de 1995
El 21º Campeonato Sudamericano de Voleibol Femenino fue realizado en el año de 1995 en Porto Alegre, Brasil.

## Tabla final
| Posición | Equipo    |
| -------- | --------- |
|          | Brasil    |
|          | Perú      |
|          | Argentina |
| 4        | Venezuela |
| 5        | Colombia  |
| 6        | Chile     |
| 7        | Uruguay   |
| 8        | Paraguay  |

| Predecesor: Perú 1993 | Campeonato Sudamericano de Voleibol Femenino XXI edición | Sucesor: Perú 1997 |

- Datos: Q540958